# Niraz Saied
Niraz Saied est un photographe et journaliste Palestinien de Syrie, originaire de la ville de Yarmouk, ancien camp de réfugiés de la banlieue sud de Damas. Arrêté par les services de sécurité du régime syrien le 2 octobre 2015, il est porté disparu puis annoncé mort en détention en juillet 2018, le décès datant probablement en septembre 2016.

## Biographie et travail
En novembre 2014, âgé de 23 ans, une de ses photographies, « Les trois rois », est primée par l'organisation des Nations unies. Ce cliché est également récompensé par l'Union Européenne ; il représente trois enfants espérant quitter le camp de Yarmouk, assiégé par le régime syrien, pour recevoir un traitement médical,. 
Saied est assistant réalisateur pour le film documentaire Lettres de Yarmourk, illustrant la vie de la population palestinienne-syrienne dans le camp de Yarmouk durant le siège. Sa photographie d'Aeham Ahmad, surnommé le "Pianiste de Yarmouk" jouant au milieu des ruines dans le film, est célèbre également,,.

## Arrestation, disparition forcée et décès
Le 16 juillet 2018, sa femme, Lamis Alkhateeb, réfugiée en Allemagne, annonce que Niraz Saied est mort en prison,. À cette occasion, Reporters san Frontières publie un communiqué et rappelle que l'arrestation et le décès, probablement sous la torture, de Niraz Saied illustre le ciblage systématique des journalistes par le régime de Bachar el-Assad. Le décès de Niraz Saied remonterait à septembre 2016, selon un représentant du régime, il s'agirait d'une exécution, mais l'information n'avait jamais été donnée par le régime.